# Trnovski Vrh
Trnovski Vrh este o localitate din comuna Trnovska vas, Slovenia, cu o populație de 134 de locuitori.